# Прослава пролећа
„Прослава пролећа” (словен. Praznovanje pomladi) је југословенски и словеначки драмски филм први пут приказан 14. јула 1978. године. Режирао га је Франце Штиглиц а сценарио је написао Францек Рудолф.

## Улоге
| Глумац          | Улога         |
| --------------- | ------------- |
| Звездана Млакар | Сузана        |
| Даре Улага      | Стефанов отац |
| Радко Полич     | Стефан        |
| Лојзе Розман    | Симонов отац  |
| Звоне Агреж     | Симон         |
| Андреј Курент   | Опат          |
| Ангелца Хлебце  | Мати          |
| Звоне Хрибар    | Јуриј         |
| Реља Башић      | Хауптман      |
| Борут Алујевић  |               |
| Ангел Аркон     |               |
| Матјаж Арсењук  |               |
| Бране Божић     |               |
| Франц Цегнар    |               |
| Алојз Церјак    |               |
| Силва Ћушин     |               |
| Едвин Ћустовић  |               |

Остале улоге  ▼
| Глумац          | Улога |
| --------------- | ----- |
| Бранко Добравц  |       |
| Тоне Гогала     |       |
| Јанез Хочевар   |       |
| Владимир Јурц   |       |
| Мила Качић      |       |
| Фрањо Кумер     |       |
| Јоже Лончина    |       |
| Санди Павлин    |       |
| Винко Подгоршек |       |
| Драга Поточњак  |       |
| Душан Скедл     |       |
| Марјан Тробец   |       |
| Матјаж Турк     |       |
| Франц Урсич     |       |
| Божо Вовк       |       |
| Јоже Зупан      |       |